# Accords de Gênes
 (décembre 2024).
Si vous disposez d'ouvrages ou d'articles de référence ou si vous connaissez des sites web de qualité traitant du thème abordé ici, merci de compléter l'article en donnant les références utiles à sa vérifiabilité et en les liant à la section « Notes et références ».
Les accords de Gênes de mai 1922 sont issus de la conférence de Gênes, qui s'est tenue en Italie du 10 avril au 19 mai 1922. Elle regroupait des représentants de 34 pays avec le but de rétablir l'ordre monétaire mondial, qui était complètement désorganisé par la Première Guerre mondiale. Cette conférence a eu lieu à l'initiative du Royaume-Uni et a réuni tous les pays ayant participé au conflit sauf les États-Unis.

## Système monétaire

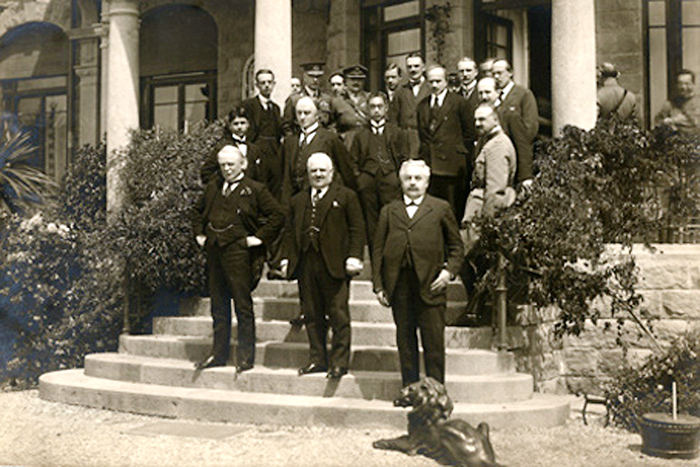
Des participants à la conférence de Gênes (archives britanniques)

La Première Guerre mondiale a provoqué des transferts importants d'or entre les différents pays, et le financement par émission monétaire a exigé un renoncement temporaire à la contrainte métallique. Dans ces conditions, la plupart des monnaies étaient incapables de retrouver immédiatement leur convertibilité en or, qui avait assuré la stabilité relative des taux de change avant la guerre. La livre sterling, qui était au centre de la stabilité monétaire internationale, était directement affectée par ces transformations.
Pour pallier ces difficultés, une des solutions était de réévaluer fortement la valeur de l'or et d'accompagner par différentes mesures le retour de l'étalon-or. Le Royaume-Uni s'y étant opposé, la conférence a mis finalement en place un système d'étalon de change-or. Le système hybride de Gênes prévoyait que chaque nation pourrait avoir le choix de mettre en œuvre une convertibilité de sa monnaie en or, si son stock le lui permettait, ou de considérer la livre sterling et le dollar américain comme monnaies de réserve substitutives.

## Question des emprunts russes
La délégation française a porté par ailleurs la question des emprunts russes sur le devant de la scène,
l'Empire russe ayant emprunté avant la guerre environ 12 milliards de francs à 1 600 000 Français. Vladimir Lénine, après la révolution d'Octobre, a refusé de se considérer obligé par ces emprunts en disant qu'il ne les avait pas contractés.
Devant l'insistance de la France pour récupérer cet argent, son économie étant exsangue et de nombreux porteurs se trouvant lésés, la délégation soviétique a accepté le principe d'un dédommagement, en échange du versement à la Russie de 30 milliards de roubles-or, qui « rembourseraient » l'ingérence des alliés dans la guerre civile russe après la révolution.
Devant le refus des pays de l'Ouest, les négociations ont achoppé sur ce point, qui n'a jamais été complètement tranché.

## Critique
Une critique a été portée longtemps après les faits par Jacques Rueff, pourtant défenseur historique du système de l'étalon-or, qui contestait une des conséquences majeures de « l'étalon de change or » tel qu'il a été conçu par les accords de Gênes. Les pays dont la monnaie était privilégiée, étant convertible en or, n'avaient pas à se soucier des déficits de leur balance des paiements, payés dans leur monnaie. Les pays excédentaires replaçaient leurs excédents sous forme de prêts dans les pays débiteurs. On assistait donc à la création d'une double pyramide de crédits, dont l'une n'a pas de justification. Selon Rueff, ce phénomène expliquerait la frénésie d'endettement des États-Unis pendant les années 1920, qui a dépassé 350 % de leur PIB, et l'explosion finale, qui s'est terminée par la crise de 1929.